# 成大開刀房案
成大開刀房案又被稱為成大醫院手術室喋血事件、白色巨塔喋血案、成醫喋血案、成大醫院開刀房濺血事件，是於2018年9月28日發生在成大醫院的一宗喋血事件。擔任成大醫院體外循環師的林光宇刺傷體外循環師女組長陳彩鳳，因發生當下是在手術房且疑似涉及職場霸凌，故引起各方關注。

## 犯罪動機
根據林光宇在警詢時聲稱自己長期以來在工作上受到不合理對待：
1. 於2016年12月間，考上臺北榮民總醫院體外循環師欲離職，但羅傳堯主任不蓋離職單不讓其離職。
2. 於2017年6月間，呂宜蓁超過用餐時間未歸，詢問她緣由，卻遭呂宜蓁暴力恐嚇，當時他有提告呂宜蓁傷害等案件，但陳彩鳳以人力不足為由，不讓他請假出庭，後來才與呂宜蓁達成和解。
3. 於2018年1月辦公室改建，陳彩鳳要求廠商變更設計，將他的座位改在門口。
4. 2018年4月之後，每次要請假都遭到刁難，並且羅傳堯主任請陳彩鳳於LINE通訊軟體傳訊息，請其他組員不要擔任他的職務代理人，但最後還是准假。
5. 羅傳堯主任常常在工作上罵他，以工作態度不佳、人緣不好等理由要求離職。
6. 案發當日（2018年9月28日）早上8時許，羅傳堯主任來他辦公室逼他離職，並且限他於2018年10月7日前搬離座位，一個人到放儀器的小倉庫。[1]

林光宇認為陳彩鳳平日帶頭其他的組員都不要跟他講話，訂點心、餐點或科內聚餐都不讓他參加，工作上常遭陳彩鳳挑剔，並且困難的工作都交給他。例如：成立葉克膜團隊、要求把一般配備的救護車，向各單位借儀器變成類似加護病房的救護車。由於心臟血管外科的行政事務實際上都是由她總管，並據以回報羅傳堯主任，故認定此次羅傳堯主任要求他搬離原辦公室一個人到放儀器的小倉庫是陳彩鳳所安排，因長期受到職場霸凌，一時衝動犯下此案。
臺灣高等法院臺南分院108年度矚上訴字第539號刑事判決理由分別論述：
1.　林光宇稱已提出離職申請書, 係以 LINE通訊軟體以照片傳送方式，向中華民國體外循環技術學會理事長周岳庭告知,依經驗常理，通常一般人欲離職時，應會將辭職申請書填寫完整，再依據單位程序進行核批，惟就林光宇於原審所提之辭職申請書內容觀之，申請人用印、離職日期及公文申請日期等三個重要事項均無填寫，顯難認為被告當時確有提出離職之申請。林光宇未曾循正式管道為離職申請，尚難認其確有遭他人刁難而不允其離職之情事。況本案案發時間為107年9月28日，距離林光宇上開通過北榮醫院考試而欲調動之時間，已經相隔將近2年，其所謂係主任羅傳堯不予同意離職，才受到刺激而傷害陳彩鳳之辯詞，實不足採信。
2.	陳彩鳳對林光宇工作內容並無指揮權限，均由主任羅傳堯負責，而林光宇也曾參與科內聚餐、研討會及相關活動，並無遭同事排擠之具體情事。又主任羅傳堯宣導職務代理人之規定，也非單純針對被告一人。甚至辦公室改建、座位安排均非陳彩鳳主導，更無林光宇所謂陳彩鳳要求將被告座位作特殊安排各情，是林光宇指稱因陳彩鳳主導而遭心臟血管外科同仁常年惡意排擠乙事，尚乏具體證據證明。
3.	林光宇之工作如學習心臟超音波、救護車管理設備等工作皆非陳彩鳳可得影響，而全係由負責之醫師依權責分配，陳彩鳳既無權置喙，難謂有對林光宇職務分配不公平或刁難情節。
4.	林光宇於105年休假天數為30日、補休15天6小時；106年休假天數為30天、補休天數為13天3小時；107年於事發前，業已休假21天4小時，補休9天7小時，有成大醫院檢送被告請假紀錄在卷可考,可見被告於105、106年度就公務人員請假規則可得休假日數均完全休滿， 於107年9月27日事發前之休假日數亦高達三分之二，難認有林光宇所述無法或難以休假之情形.
5.	林光宇固提出陳彩鳯與他人即放射師廖佳玲LINE通訊交談截圖，然參酌成大醫院體循師訪談紀錄及成大醫院各單位職務代理人順序一覽表規定，顯見放射師擔任體循師之職代確有未妥，放射師不可以作為體循師的職務代理人，體循師應找體循師擔任職務代理人，不可找不同職務之放射師擔任職務代理人, 兩項業務毫無相關性，且均需專業訓練後始有操作之可能,確屬有據。主任羅傳堯係依規定宣示請假並職務代理之規定，並未要求其餘體循師都不得擔任林光宇請假之職務代理人乙節，而林光宇於107年6月27日未依規定找體循師擔任職代而找放射師擔任職代被拒後5日，均由陳彩鳳擔任被告於107年7月3日至6日請假之職務代理人，在在證明陳彩鳳並無任何刁難林光宇請假之情形。

## 行兇過程
2018年9月28日上午8時45分林光宇的主管成大醫院心臟血管外科主任羅傳堯告知他，因影響團隊工作氣氛及士氣，要林光宇在2018年10月7日前，將辦公座位辦移到原放置儀器之庫房，和要他另尋其他新工作趕快離職。林光宇認為此事為體外循環師女組長陳彩鳳所安排，於是衝入準備動手術的開刀房內尋仇，林光宇一進入就反手持刀，當著胡祐寧醫師、一名麻醉師、呂姓體外循環技術師、尚未麻醉的病患面前，朝組長陳彩鳳的胸、腹猛刺，在旁的胡祐寧醫師出面搶刀，阻止林光宇繼續行兇而手部受傷，整個過程約一分鐘。
林光宇刺傷陳彩鳳後即快速離去，先回辦公室放回行兇的蝴蝶刀，並更換服裝後，在臉書發表「終結霸凌」一文，內容為陳綵鳳與廖佳玲（即成大醫院放射科醫生為被告休假《107年6月11日加班補休》之職務代理人）的Line對話翻拍照，裡頭陳彩鳳提到「...主任說以後他休假不許任何人當他的職代..」，隨後到附近的第五分局開元派出所自首。
造成陳彩鳳7處創傷，雖有失血但還不到失血過多，生命跡象穩定：
1. 右胸穿刺傷寬2公分穿透胸壁傷及右肺（淺部撕裂傷）併氣血胸、另併有內側肋膜淺層撕裂傷。
2. 右腰穿刺傷寬1.5公分深及皮下脂肪層，未傷及臟器。
3. 右下腹穿刺傷寬2公分深及皮下脂肪層，未傷及臟器。
4. 胸骨下穿刺傷寬1.5公分深及皮下脂肪層，未傷及臟器。
5. 左上腹穿刺傷寬2.7公分深及肌肉層，未傷及臟器。
6. 下背穿刺傷1.8公分寬深及肌肉層，未傷及臟器。
7. 右前臂切割傷7公分長併6條肌腱受損。

造成胡祐寧虎口遭劃傷，未傷及神經或血管不會影響未來動刀能力。

## 審理過程
2018年9月29日，法官原考量150萬元交保，但因林光宇無法籌措，最後以涉犯重罪，有逃亡之虞裁准羈押。
2018年10月4日，檢察官依刑法第271條第2項、第1項之殺人未遂、醫療法第106條第3項之對於醫事人員以強暴之方法，妨害其執行醫療業務等罪提起公訴。
2018年10月6日，法官限制不能靠近成大醫院、接觸被害人與同事和150萬元保釋金下同意交保，該筆保釋金由其朋友代為湊齊。
2019年2月21日，辯護律師傳喚心臟內科醫師謝志成出庭，謝志成表示與林光宇一起工作約10多年、一年接觸平均10次，他工作非常認真不會擺爛，還會教導其他護理人員，不曾聽過執行體循公務發生什麼重大狀況。檢察官則指出據成醫休假表，林光宇近幾年休假、補休正常，去年1到9月被告休假21.5天、補假9天多，在案發前3天還休假，說霸凌根本與事實不符，辯護律師反駁去年1至3月林光宇休假5天、3月15日至7月2日只休4小時，直到林光宇大反彈向陳彩鳳反映，7、8月間才多休一些假，但休假後9月28日回辦公室就被要求搬到庫房辦公、詢問是否離職。
2019年3月13日，臺南地方法院認為陳彩鳳雖受有非輕之傷勢，然遭被告攻擊後其所受傷勢並無立即生命危險。所受7處傷口，1處些許傷及肺臟、6處均未傷及臟器；以傷勢而論，尚難認被告出手之力道有使告訴人喪失生命之意。又參酌，林光宇平日練習合氣道等武術，擁有柔道黑帶2段和空手道黑帶，其手部力道應較一般人強勁有力，並陳彩鳳是在毫無警覺、防備之情形下，突然遭受被告持刀攻擊；是亦可得知被告並非施以全力攻擊告訴人，而於攻擊力道是有所控制、節制的，應無殺人之犯意甚明，構成醫療法106條第3項對醫療人員施暴、刑法277條第一項傷害罪。由於林光宇犯罪後即自行前往警局自首，並於偵、審中均坦認本件犯行，犯後態度尚佳，故依刑法62條自首減刑後判決有期徒刑1年。
2020年3月20日，台南高分院認為林光宇於警詢、偵查及原審時均主張陳彩鳳負責心臟外科行政業務，並與主任羅傳堯共事較久為由，認定陳彩鳳有意影響其他同仁而排擠林光宇或刁難林光宇工作各節，難認有據。縱認監察院調查報告指責羅傳堯身為主管階級，就林光宇以名譽權受損而向同事呂宜蓁提起刑事告訴乙事處理有所疏忽，採認成大醫院未確實通報而有不當情節，亦難認與陳彩鳳有關，是林光宇主觀認定其遭陳彩鳳職場霸凌而為本案犯罪動機，尚乏具體實據而難盡信。並認定林光宇持銳利之蝴蝶刀多次朝揮刺並穿刺入胸腹部數刀，均足徵有殺人之主觀犯意及有意置於死之客觀情狀，撤銷一審判決，改依殺人未遂罪判2年10月徒刑，全案仍可上訴。
2021年08 月 12 日，最高法院認定陳彩鳳當時倘非接受立即妥適之醫療處置手段，有因刀傷及氣血胸而死亡之高度風險，無從以陳彩鳳經手術救治倖免於死，即認林光宇無殺人犯意，並林光宇其身為醫護人員，持刀進入準備進行手術之開刀房內，攻擊執行醫療業務之陳彩鳳，破壞及妨害醫療業務之執行，所為影響醫療環境與醫護人員執業安全及病患之權益非微，並造成社會震撼；且林光宇與陳彩鳳有同事之誼，關係非淺，竟對陳彩鳳行兇，致其身心重創，而原判決所為論斷，並未違背客觀之經驗法則與論理法則。而林光宇下手地點在成大醫院，下手時間於一般上午診察時間，然其是否成立殺人罪，仍視其主觀上有無殺人犯意，客觀上有無殺人行為而斷。如單純以下手之時間、地點，作為認定殺人犯意有無之判斷依據，無異凡在醫療院所行兇均無成立殺人罪之可能，有悖於國民法律感情。就林光宇所陳遭陳彩鳯職場霸凌而行兇乙節，台南高等法院依據卷內事證，詳為說明難認為有據，駁回林光宇上訴，維持殺人未遂罪，判2年10月徒刑。

## 公務員懲戒委員會調查
2019年5月22日，公務人員懲戒委員會審酌林光宇在單位內長期受排擠、因單位未排法定職務代理人，造成其事實上有假不能休之窘境，行為前已因壓力過大至精神科就診，依公務員懲戒法懲戒休職6個月。

## 監察院調查
監察院聯席會議通過決議，新聞稿內容：
針對成大醫院發生林姓體循師在開刀房持刀刺傷陳姓護理師之重大暴力事件，該院有無積極預防及是否落實執行相關規範以確保病人與醫護人員安全等情案，監察院於15日教育及文化、財政及經濟、司法及獄政委員會聯席會議通過糾正成大醫院。
監委張武修、蔡崇義指出，成大醫院為預防及處置職場暴力，於106年6月訂定「執行職務遭受不法侵害預防計畫」，當職場出現肢體暴力、心理暴力、語言暴力及性騷擾等職場暴力時，應即將事件發生地點、時間、過程等通知人資單位、勞安室及部門主管、最高階主管，由職場暴力處理小組進行後續法律程序、內部懲處及工作調整等事項。

監委調查發現，106年6月9日成大醫院心臟血管外科林姓體循師與呂姓護理師因代班問題發生爭執，林姓體循師遭呂姓護理師關在會議室以三字經辱罵，兩人並有肢體拉扯；12日兩人又發生衝突，林姓體循師將兩人對話私下進行錄音，14日林姓體循師即到臺南市警察局第五分局對呂姓護理師提出傷害、強制及恐嚇告訴。羅姓主任知悉後介入協調，私下要兩人互相道歉，後來兩人雖同意和解，且林姓體循師撤回傷害罪告訴，但林姓體循師主觀認為羅姓主任及陳姓護理師縱容呂姓護理師，甚至認為遭到同事集體霸凌。監委表示，林姓體循師與呂姓護理師之間的爭執及訴訟，明顯為職場暴力，如果沒有妥善處理，不僅不利於醫療業務執行，更可能衍生職場安全問題。但成大醫院心臟血管外科卻以該事件是同事間細故摩擦且訴訟上和平結案，及顧念當事人隱私為由，並未通報院內相關單位，致職場暴力處理小組無從啟動調查及處理，更不用說進行後續工作調整、受害者/加害者身心健康追蹤輔導、組織就不法侵害事件評估影響及檢討改善等作為，終致造成林姓體循師因積怨而於107年9月28日在開刀房持刀傷人之重大暴力事件，成大醫院確有違失。
監委表示，羅姓主任在處理林姓體循師與同事間之衝突時，不僅多次告知林姓體循師可以另覓他職，或將他的座位調整至放置儀器的庫房等，都讓事態更為惡化，也是造成林姓體循師主觀認為遭受職場霸凌的原因之一，處理方式並不周全。
另監委強調，對於成大醫院發生職場暴力事件，勞動部所屬機關未能透過職業安全衛生檢查及時發現此一職場不法侵害事件，並督促成大醫院妥善處理；此外，衛福部亦未督促醫療院所落實醫療暴力事件之通報機制，而成大醫院未確實通報，自無法進一步分析事故原因並提出改善方案；為避免類似事件一再發生，均應檢討改進。[11]
另監察院調查報告同時指出：
經本院審酌認為：
1.	於A與C爭執事件發生前，A與同事之相處或屬和睦、平順，其後因大家知悉A有私下錄音及對同事提出告訴之行為，故對A有防備之心態，此更造成A主觀上認為其被孤立、排擠，長期遭受職場霸凌。
2.	由上開「2018年度主任與技術員會議」紀錄可知，ECMO team體循師每人、每年約分攤40台，除臨床業務外，亦需分配其他工作，A當日有參加會議，其分配之工作包括擔任救護車配備設置與所有籌備及SSEP等業務，且該組人員將輪流送至內科受訓，A倘認工作分配有不當之處，可隨時反映，如以此即認遭受職場霸凌，似過於主觀擅斷。
3.	羅姓主任與A多次會談，暸解其工作與家庭狀況，並與其討論其工作態度，亦曾建議A離職另尋他職，或將其座位調整至原本放置儀器之庫房與其他同仁隔開等，核羅傳堯之處置方式，非但未見成效，反讓A主觀上認為遭受職場霸凌。
4.	有關A之工作態度，涉及其主管或同仁對其之主觀評價，本院無從下定論。惟查，A於107年1月及8月確有於on call時未即時至急診室為病患裝設葉克膜之情事，亦讓羅姓主任在主觀上認為A不適任。
5.	A稱陳姓護理師聯合組員對其霸凌，或陳姓護理師縱容C出言恫嚇，或陳姓護理師要其辦理SSEP等業務是不合理之工作分配，或羅姓主任對其言語霸凌係受陳姓護理師之影響云云，經比對陳姓護理師於本院詢問之說明及A與C於臺南地檢署偵訊之證詞，殊難認定陳姓護理師對A有霸凌之客觀事實。

## 各方意見

### 事件發生後
- 成大醫院發佈聲明，澄清無職場霸凌或排班刁難，且指出林光宇在團隊內因為個性關係人緣並不好。[12]

- 台灣護師醫療產業工會在臉書社團發文「成大醫院隱瞞職場霸凌的事實！」，表示今年2、3月份時林光宇被要求代班，因該名同事遲未歸來所以電洽詢問，隔日被關在房間內遭辱罵三字經，事後曾到開元派出所備案欲提告。

- 林光宇在成大護理系楊姓學妹在臉書發文反駁成大醫院聲明中所稱的「個性問題人緣不好」，以她實際接觸的經驗表示林光宇受到後輩們敬仰，且於事發後許多人主動關心。並質疑被職場霸凌的人哪個會被認為是人緣好？當職場霸凌被粉飾成職場常態，被霸凌者就直接被烙印成「不合群、人緣差、適應不良、個性不好」，做錯事就得面對該負的罰則，而不應該對他潑糞，機關的發言太讓人心寒。[13]

- 台灣護師醫療產業工會理事長陳玉鳳當日深夜於臉書直播提出一段林光宇與心臟外科主任對話錄音並附上譯文，內容為「該名主任先是詢問林光宇有無攜帶錄音筆，因林光宇要請假時疑似用計找到一名叫PENNY的女子蓋了請假單，於是告知請假規則應該找誰來代班，並表示很生氣」。錄音內容加上林光宇所發的終結霸凌貼圖，證明這個主任一方面刁難林請假，又一方面私下指示，不准其他體外循環師替林光宇代班，指責成大醫院說謊。[13]

- 成大前外科教授張財旺醫師在臉書留言表示，與此事件中的加害者和被害者皆共事多年，雙方都是上進、任勞任怨的好同事，他認為此事應與制度面有關，必需深究發生的原因，而非加害者與受害者間的問題。[14]

### 第一審判決後
- 陳彩鳳於第一審判決後發表聲明，表示林光宇在成大近幾年來，上班時間不專心、工作時未能積極配合工作指令，導致同事們除了自己職務範圍尚需主動支援他、多次在其值班開刀房時間，急救時找不到人、與同事相處總是擺出高傲的姿態。並批評法院判決內的邏輯，以後只要是武術高手，沒有讓人一刀斃命，就都沒有殺人故意？還指出林光宇一再表示要向她道歉，迄今仍未有任何表示。[15]

- 台灣護師醫療產業工會理事長陳玉鳳針該聲明回應，判決書裡載明林光宇在任職期間遭職場霸凌，陳彩鳳的指控是霸凌加害人要保護自己，懷疑聲明書可能是醫院與律師協助她擬的，未必是陳彩鳳本人意思。另外，林光宇從案發羈押至今，被法官要求不可跟陳彩鳳有接觸或通信，陳彩鳳出庭做證時林光宇也被要求迴避，自然無法親自向她道歉，而她和林妻曾攜帶水果與營養品前往病房欲探視卻遭拒絕，就連道歉卡片也被拒收。[16]

- 台南地院發言人林臻嫺表示，法官認為林光宇犯案動機是不滿陳綵鳳的職場霸凌行為，沒有置陳女於死地的深仇，選在醫護人員在場的手術室犯案，讓陳女有獲救機會，再加上攻擊武器是殺傷力薄弱的蝴蝶刀，亦未攻擊致命部位，且行兇時力道有所節制，故認定主觀上是傷害故意。至於法官限制林光宇對被害人接觸和通信之處分仍在持續中，除非上訴審法官有新裁定，否則全案一直到判決定讞至執行前都是有效的。尊重當事人的意見，全案尚未定讞，如果當事人對判決內容有質疑或感到委屈，在救濟期間內可請檢察官上訴。[15]

### 第二審判決後
台南高分院發言人吳勇輝庭長指出，法院審酌被告林光宇趁告訴人陳彩鳳在成大醫院開刀房準備執行醫療業務之際而不及防備，遭其持刀刺殺後，仍不顧陳彩鳳一再撤退、抵抗及跌坐地面，數次持蝴蝶刀朝陳彩鳳胸、腹部處刺殺，在場醫生胡祐寧數度想拉住林光宇並口頭勸誡，猶未能阻擋林光宇持續攻擊陳彩鳳，胡祐寧醫生甚至於搶奪林光宇手中刀械未果，僅能捨身以個人身軀護住陳彩鳳勉力阻擋林光宇，一同遭波及各節，均堪認林光宇主觀上確實有殺害陳彩鳳之故意。並考量林光宇所持以行兇之蝴蝶刀刀刃堅硬且已開鋒並一體成形，實足作為殺人犯案之兇器，且殺傷力非弱。而林光宇具有醫療專業背景，自然知悉持該銳利並質地堅硬、不易斷裂之蝴蝶刀，朝人體胸、腹部猛刺，足以刺穿胸腹壁而重創其內器官運作而危及生命。尤甚於此，經在場人阻止，林光宇仍未罷手而持續朝陳彩鳳胸、腹部猛刺，均足徵被告持刀下手之兇狠，並造成陳彩鳳7處刀傷，均難謂林光宇無非置陳彩鳳於死之客觀情狀，是法院合議庭認為林光宇主觀上具有殺人之故意，原審僅認定其成立傷害罪，即有不當，自屬無可維持，應由法院予以撤銷改判其殺人未遂罪。另林光宇迭次主張因陳彩鳳負責心臟外科行政業務，並與主任羅傳堯共事較久為由，認定告訴人有意影響其他同仁而排擠其或有工作上之刁難各節，經法院調查後，均難認有據。

### 第三審判決後
林光宇不服上訴最高法院，2021年8月12日最高法院駁回上訴定讞，嗣後逾2021年10月14日到台南地檢署執行科報到後，隨即發監執行。

### 民事判決
陳彩鳳起訴時雖聲明請求林光宇應給付新台幣3,910,216元，嗣後於2020年5月7日已向臺灣臺南地方法院具狀減縮聲明請求林光宇應給付1,902,460元，而民事第一審判決，即臺灣臺南地方法院判決林光宇應給付陳彩鳳新臺幣1,501,843元，及自民國107年12月21日起至清償日止，按週年利率百分之五計算之利息。
林光宇對上開臺灣臺南地方法院判決提起上訴，臺灣高等法院臺南分院駁回林光宇之上訴，並依法宣告不得上訴三審。